# Краљевство Хатра
Краљевство Хатра, такође названо Краљевство Арабаја и Араба било је арапско краљевство из 2. века које се налазило између Римског и Партског царства, углавном под партском влашћу, у данашњем северном Ираку.

## Име
Име „Хатра“ се појављује више пута у арамејским натписима, а вероватно значи „ограђени простор, ограда“.

## Историја
Историја Хатре пре Партског царства је нејасна. Претпоставља се да је насеље тамо основано под Неоасирским царством или Ахеменидским царством. Најранији познати записи који помињу Хатру потичу из касног 1. века. Рани владари Хатре користили су титулу марја „господар“, али почев од 170-их, почели су да користе титулу малка „краљ“, често у облику „краљ Арапа“. Сматра се да је ово уздизање титуле повезано са римским оснивањем Едесе 165. године, што је резултирало тиме да је Хатра постала најзападнији део Партског царства, а самим тим и од већег стратешког значаја.
У првом и другом веку, Хатром је владала династија арапских принчева. Израсла је у главни град Хатре и постала је важан верски центар захваљујући свом стратешком положају дуж караванских трговачких путева. Хатра је једна од првих арапских држава основаних ван Арабијског полуострва, претходили су јој Осроена (132. п. н. е. – 216. н.е.) и Краљевство Емеса (64. п. н. е. – 300. н.е.), а затим Гасаниди (220–638) и Лахмиди (300–602), државе Римског и Сасанидског царства.
Хатра је издржала опсаде римских царева Трајана и Септимија Севера и сасанидског краља Ардашира I. Краљевство је коначно пало након пада Хатре у руке Сасанида под Шапуром I, који је уништио град.

## Култура
Хатра је била део Партског комонвелта, термин који историчари користе за културе које су биле под Партском контролом, али углавном насељене неиранским становништвом. Иако су хатрански језик и његови култови били веома слични језику остатка арамејског говорног подручја у Месопотамији и Сирији, Партско царство је снажно утицало на културу и политички систем Хатре, што потврђују епиграфски и археолошки налази.
Познато је да су коришћене многе партске титуле, многе од којих су се такође користиле у мало другачијим варијантама у Јерменији, као и неке у Партији. Ово укључује титуле као што је naxwadār (такође потврђено на јерменском као нахарар), која је наизглед коришћена као лично име у Хатри. Остале титуле укључују pasāgrīw (наследник), bitaxs (намесник), asppat (шеф коњице), ašpazkan (коморник), hadarpat, naxširpat (поглавица лова) и dahicpat, реч која се користи као епитет бога Нергaла. Нису све титуле искључиво партске, јер неке изгледа да су изведене из староперсијског језика. Без обзира на то, ове титуле су потврђене у свим западним деловима Партског царства, што указује на то да је хатрански двор био обликован да имитира партски краљевски двор.
Као и у остатку Партског заједништва, иранска лична имена су такође добро потврђена у Хатри. Владајућа породица је усвојила иста имена која су користили арсакидски краљеви, као што су Вород, Валагаш и Санатрук. Локално становништво се такође облачило у партску одећу, користило партски накит и носило партско оружје.
У краљевству су поштовани разни богови, укључујући и оне из сумеро-акадске, грчке, арамејске и арапске религије.

## Списак владара
| Име | Име         | Титула          | Период владавине                 | Напомена                                                                  |
| --- | ----------- | --------------- | -------------------------------- | ------------------------------------------------------------------------- |
| 1   | Вород       | господар        |                                  |                                                                           |
| 2   | Ману        | господар        |                                  |                                                                           |
| 3   | Елкуд       | господар        | 155/156                          |                                                                           |
| 4   | Нашрихаб    | господар        | 128/29 – 137/38. године нове ере |                                                                           |
| 5   | Нашру       | господар        | 128/29 - 176/77                  |                                                                           |
| 6   | Волгаш I    | господар и краљ |                                  |                                                                           |
| 7   | Санатрук I  | господар и краљ | 176/177                          | Владао је заједно са Волгашом I                                           |
| 8   | Волгаш II   |                 |                                  |                                                                           |
| 9   | Абдсамија   | краљ            | 192/93 – 201/202                 | Подржавао је римског цара Пеценија Нигера                                 |
| 10  | Санатрук II | краљ            | 207/08 – 229/230                 | Постао је вазал Римљана под Гордијаном III током римско-персијских ратова |